# 上施托肯湖
46°41′17″N 7°31′17″E / 46.68806°N 7.52139°E
上施托肯湖（Oberstockensee），是瑞士的湖泊，位於該國西部，由伯恩州負責管轄，面積0.11平方公里，海拔高度1,665米，最大水深15.3米，該湖泊在1869年8月1日有5人溺斃。